# Walentynka
Walentynka – krótki wiersz o charakterze madrygału, zawierający wyznania miłosne lub komplement. Wywodzi się on ze starego zwyczaju wysyłania sobie przez zakochanych w dniu św. Walentego prezentów z wierszowaną dedykacją.
W XVII wieku nazywano tak również grę salonową, której uczestnicy losowali karty z wypisanymi na nich wierszami. Stylizowane walentynki pisał Paul Verlaine, nadając im formę utworów 5-wersowych, w których cztery wersy połączone są rymem okalającym, a ostatni jest powtórzeniem wersu pierwszego lub jego nieznacznym przekształceniem.